# 940-е годы
940-е (девятьсо́т сороковы́е) го́ды по юлианскому календарю — промежуток времени с 1 января 940 года по 31 декабря 949 года, включающий 940 год 4-го десятилетия   и с 941 по 949 годы    5-го десятилетия X века 1-го тысячелетия.  Они закончились 1076 лет назад.

## Важнейшие события
- Русско-византийская война (941—944)[1].
- 942—946 — папа Марин II.
- Вашмагир, правитель Гургана и Табаристана, подчинился Саманидам.
- Основано епископство Ольденбурга (позже в Любеке) (первый епископ — Маркус (948-67)).
- 946 извержение вулкана Пэктусан (сопоставимо со взрывами вулканов Санторин в 1642 году до нашей эры и Тамбора в 1815 году).